# Гент (окръг)
Гент (на нидерландски: Gent) е окръг в Северна Белгия, провинция Източна Фландрия. Площта му е 944 km², а населението – 556 916 души (по приблизителна оценка от януари 2018 г.). Административен център е град Гент.